# Кольбун (водохранилище)
Кольбун (исп. Lago Colbún) — водохранилище на реке Мауле. Находится в провинции Талька области Мауле Чили.
Водохранилище расположено в 48 км к юго-востоку от города Талька, и 35 км к северо-востоку от Линарес, на юге Чили.
Площадь — 57 км², объём — 1490 м³, высота над уровнем моря — 440 метров.
Летом температура воды доходит до +23 °C. Тем самым, благоприятные климатические условия в летнее время способствуют занятиям водными видами спорта и проведению свободного времени у водоёма. Кольбун считается самым крупным искусственным озером в Чили.
Было сооружено в период с 1980 по 1985 год для орошения земель сельскохозяйственного назначения и гидроэнергетики.